# بورتيليولا
بورتيليولا (بالإيطالية: Portigliola)‏ مدينة تقع في مقاطعة ريدجو كالابريا في جنوب إيطاليا.